# Paklenica (Novszka)
Paklenica falu Horvátországban, Sziszek-Monoszló megyében. Közigazgatásilag Novszkához tartozik.

## Fekvése
Sziszek városától légvonalban 54, közúton 71 km-re, községközpontjától 4 km-re délkeletre, az A3-as autópálya mentén, Stari Grabovac és Voćarica között, a Paklenica-patak partján fekszik.

## Története
Paklenica területe már a középkorban lakott volt. Erre utalnak a falutól északra fekvő Sisvete és Crkvište nevű helyeken található középkori templomromok. Az Opojić Grad nevű magaslaton középkori vár romjai találhatók. A középkori építmények valószínűleg a 16. században a török hódítás során semmisültek meg. A középkori lakosság nagyrészt elmenekült. A török uralom a 17. század végéig tartott. Részben a török uralom idején, részben a török kiűzését követően a 18. század elején pravoszláv vlachokkal telepítették be. A falu 1773-ban az első katonai felmérés térképén „Dorf Pahlenicza” néven szerepel. 1857-ben 127, 1910-ben 653 lakosa volt. Pozsega vármegye Novszkai járásához tartozott. 1918-ban az új szerb-horvát-szlovén állam, majd később Jugoszlávia része lett. A II. világháború idején a Független Horvát Állam része volt. A háború után enyhült a szegénység és sok ember talált munkát a közeli városokban. 1991-ben a délszláv háború előestéjén lakosságának 82%-a szerb, 13%-a horvát nemzetiségű volt. 1991. június 25-én a független Horvátország része lett, de szerb lakossága a JNA támogatta szerb erőkhöz csatlakozott. 1991 végén az Orkan 91 hadművelet során Paklenica és Stari Grabovac között állították meg a horvát védelmi erők a Novszka irányába támadó JNA csapatokat. A településnek 2011-ben 279 lakosa volt.

## Népesség
| Lakosság változása | Lakosság változása | Lakosság változása | Lakosság változása | Lakosság változása | Lakosság változása | Lakosság változása | Lakosság változása | Lakosság változása | Lakosság változása | Lakosság változása | Lakosság változása | Lakosság változása | Lakosság változása | Lakosság változása | Lakosság változása |
| ------------------ | ------------------ | ------------------ | ------------------ | ------------------ | ------------------ | ------------------ | ------------------ | ------------------ | ------------------ | ------------------ | ------------------ | ------------------ | ------------------ | ------------------ | ------------------ |
| 1857               | 1869               | 1880               | 1890               | 1900               | 1910               | 1921               | 1931               | 1948               | 1953               | 1961               | 1971               | 1981               | 1991               | 2001               | 2011               |
| 127                | 393                | 452                | 527                | 554                | 653                | 671                | 690                | 348                | 439                | 556                | 541                | 535                | 478                | 296                | 279                |

## Nevezetességei
- Paklenica Pujić nevű településrészéről 350 méterre északra a 246 méter magasságban fekvő Opujić Grad nevű helyen Opiács középkori várának maradványai találhatók.
- A középkori Mindenszentek templom maradványai a 273 méteres magasságú Sisvete nevű helyen, a Voćarica-pataktól keletre, a falutól 1900 méterre északra.
- A falutól északra a Crkvište nevű helyen 328 méter magasságban egy másik középkori Mindenszentek templom maradványai találhatók.